# Wanda Malewska
Wanda Malewska, z domu Jakimowska (ur. 30 listopada 1904 w Warszawie, zm. 10 września 1995 w Warszawie) – bibliotekarka polska, wieloletni pracownik Biblioteki Narodowej.
W 1926 ukończyła jedno z warszawskich gimnazjów. Pracowała jako nauczycielka, potem urzędniczka; studiowała jednocześnie filologię polską na Uniwersytecie Warszawskim, którego dyplom uzyskała w 1934. W 1938 wyjechała na prowincję. Do Warszawy powróciła po wojnie i 15 grudnia 1945 podjęła pracę w Dziale Czasopism Biblioteki Narodowej. Odbyła kurs bibliotekarki i z powodzeniem zdała egzamin na stanowisko I kategorii w państwowej służbie bibliotecznej, po czym w 1947 została przeniesiona do Działu (następnie Zakładu) Druków Nowszych; od 1949 była zastępcą kierownika tego działu, przez jakiś czas kierowała też jego sekcją ds. katalogowania, prowadząc szkolenia dla młodych bibliotekarzy. Uczestniczyła w pracach redakcyjnych nad przygotowywanym w Bibliotece Narodowej Albumem pisarzy polskich (1956). Na emeryturę przeszła 31 marca 1970 jako starszy kustosz dyplomowany.
Była odznaczona Krzyżem Kawalerskim Orderu Odrodzenia Polski.